# Aeshna constricta
Aeshna constricta är en trollsländeart som beskrevs av Thomas Say 1839. Aeshna constricta ingår i släktet mosaiktrollsländor, och familjen mosaiktrollsländor. Inga underarter finns listade i Catalogue of Life.

## Bildgalleri

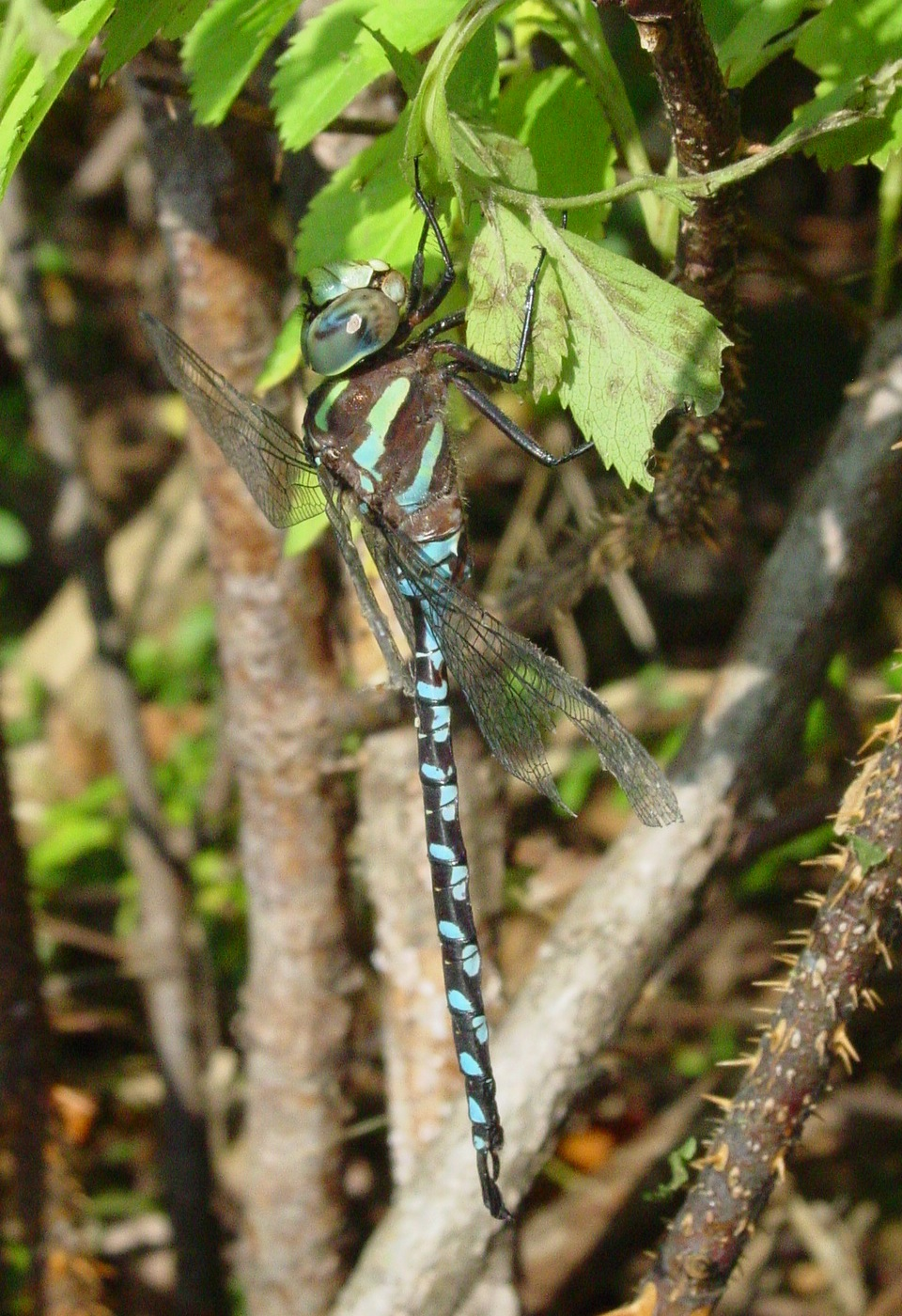